# Patience (песня Guns N’ Roses)
«Patience» — песня американской рок-группы Guns N’ Roses из их второго студийного альбома G N’ R Lies (1988), выпущенная в качестве сингла в апреле 1989 года. Песня заняла четвёртое место в US Billboard Hot 100 . Она представляет собой балладу, исполненную на трёх акустических гитарах, и была записана за одну сессию продюсером Майком Клинком. На песню был снят клип, который вошёл в видеосборник DVD группы Welcome to the Videos.
Принято считать, что мотивом для песни послужили неприятные отношения между Экслом Роузом и его теперь уже бывшей женой Эрин Эверли, хотя об этом никогда не говорилось ни в альбоме, ни в интервью. По словам бас-гитариста Даффа Маккагана, «Эксл придумал отличный текст, казалось бы, из ниоткуда, который, конечно же, стал историей и мелодией этой песни.» Группа также заявляла, что Стрэдлин написал песню о своей бывшей девушке Анджеле Николетти Маккой.
Ударник группы, Стивен Адлер, не записывался на треке, хотя на некоторых живых выступлениях до выхода альбома, например, на выступлении на ярмарке округа Оранж в Нью-Йорке летом 1988 года, использовалась перкуссия (и электрические инструменты).

## Музыкальное видео
В клипе участники группы находятся в отеле, где они являются единственным постоянным персонажем, поскольку все остальные люди присутствуют на мгновение, а затем исчезают. Режиссёром клипа был Найджел Дик, это был один из многочисленных клипов, снятых группой. Съёмки клипа проходили в День святого Валентина в 1989 году, некоторые сцены снимались на студии Record Plant. Это был последний клип, в котором появился Стивен Адлер (хотя он и не играл на записанном треке), и последний перед выпуском Use Your Illusion. Майк Клинк также присутствует на видео, сидя за микшерным пультом. Видео было снято в отеле «Амбассадор», ставшем знаменитым благодаря убийству Бобби Кеннеди в 1968 году. Отель пришёл в аварийность и был запланирован к сносу, но был снесён только в 2006 году.

## Влияние и кавер-версии
Песня считается классической хэйр-метал-балладой.
Крис Корнелл записал кавер на эту песню, который был выпущен посмертно 20 июля 2020 года.

## Живые исполнения
С момента своего выхода песня «Patience» была неизменной в сет-листах Guns N’ Roses во всех турах. При живом исполнении вместо акустических гитар часто используются электрогитары. Несмотря на то, что в альбомной версии песни отсутствуют ударные, барабанщики активно используют свои ударные установки во время выступлений, а клавишник Диззи Рид также использует свой синтезатор. В XXI веке ведущий гитарист группы (Слэш) играет на электрогитаре, а второй гитарист (Бакетхед, Пол Тобиас, Ричард Фортус, Бамблфут или Дафф МакКаган) — на акустической. Живые выступления доступны на альбомах Appetite for Democracy 3D и Made in Stoke 24/7/11.
- Группа исполнила песню вживую на церемонии American Music Awards, которая снималась в Shrine Auditorium. Во время съёмок Стивен Адлер находился в реабилитационном центре, и Дон Хенли заменил его.

## Список композиций
Слова и музыка всех песен — Guns N’ Roses.
| №  | Название                    | Длительность |
| -- | --------------------------- | ------------ |
| 1. | «Patience» (LP version)     | 5:56         |
| 2. | «Rocket Queen» (LP version) | 6:13         |

| №  | Название                                                            | Длительность |
| -- | ------------------------------------------------------------------- | ------------ |
| 1. | «Patience» (LP version)                                             | 5:56         |
| 2. | «Rocket Queen» (LP version)                                         | 6:13         |
| 3. | «Interview with W. Axl Rose» (записано в Лос-Анджелесе 19 мая 1989) | 7:44         |

## Участники записи
- У. Эксл Роуз — ведущий вокал[англ.], свист
- Слэш — соло-акустическая гитара, бэк-вокал
- Иззи Стрэдлин — ритм-акустическая гитара, бэк-вокал
- Дафф Маккаган — ритм-акустическая гитара, бэк-вокал

## Чарты
| Чарт (1989—1990)                        | Высшая позиция |
| --------------------------------------- | -------------- |
| Австралия (ARIA)                        | 16             |
| Бельгия/Фландрия (Ultratop 50)          | 9              |
| Финляндия (The Official Finnish Charts) | 8              |
| Ирландия (IRMA)                         | 2              |
| Нидерланды (Dutch Top 40)               | 4              |
| Нидерланды (Single Top 100)             | 3              |
| Новая Зеландия (Recorded Music NZ)      | 4              |
| Швейцария (Schweizer Hitparade)         | 16             |
| Великобритания (OCC UK Singles)         | 10             |
| США (Billboard Hot 100)                 | 4              |
| США (Billboard Mainstream Rock)         | 7              |
| ФРГ (GfK)                               | 38             |

| Чарт (2020)                                  | Высшая позиция |
| -------------------------------------------- | -------------- |
| США (Billboard Rock & Alternative Airplay)   | 4              |
| США (Billboard Hot Rock & Alternative Songs) | 17             |

| Чарт (1989)                 | Позиция |
| --------------------------- | ------- |
| Австралия (ARIA)            | 56      |
| Бельгия (Ultratop Flanders) | 75      |
| Нидерланды (Dutch Top 40)   | 24      |
| Нидерланды (Single Top 100) | 24      |
| США (Billboard Hot 100)     | 71      |

| Чарт (2020)                                 | Позиция |
| ------------------------------------------- | ------- |
| US Rock Airplay (Billboard)                 | 27      |
| US Hot Rock & Alternative Songs (Billboard) | 72      |

## Сертификации
| Регион | Сертификация | Продажи  |
| --- | ------------ | -------- |
| Австралия (ARIA) | Золотой      | 35 000^  |
| Великобритания (BPI) | Серебряный   | 200 000  |
| США (RIAA) | Золотой      | 500 000^ |
| ^ Данные о тиражах приведены только на основе сертификации. · Данные о продажах + прослушиваниях приведены только на основе сертификации. |              |          |

## История релиза
| Страна         | Дата          | Формат(ы)                                     | Лейбл(ы) | Источник |
| -------------- | ------------- | --------------------------------------------- | -------- | -------- |
| США            | 4 апреля 1989 | 7-дюймовый винил кассета                      | Geffen   | [ 1 ]    |
| Великобритания | 19 июня 1989  | 7-дюймовый винил 12-дюймовый винил CD кассета | Geffen   | [ 35 ]   |